# Ivars de Noguera
Ivars de Noguera – gmina w Hiszpanii, w prowincji Lleida, w Katalonii, o powierzchni 27,06 km². W 2011 roku gmina liczyła 361 mieszkańców.